# 彼得里夫卡 (斯卡多夫斯克市鎮)
46°14′11″N 32°51′14″E / 46.23639°N 32.85389°E
彼得里夫卡（烏克蘭語：Петрівка）是位於烏克蘭南部的村莊，由赫爾松州斯卡多夫斯克區的斯卡多夫斯克市鎮負責管轄。該村始建於1823年，面積1.32平方公里，海拔高度24米，2001年人口381，人口密度每平方公里288.9人。